# 연속 가변 변속기

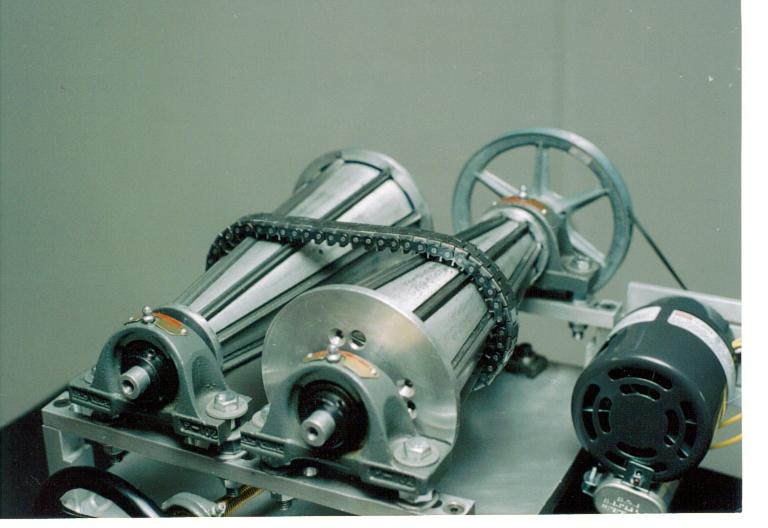
벨트 구동식 CVT

연속 가변 변속기(連續可變變速機, continuously variable transmission, CVT)는 주어진 일정 범위 내에서 기어비를 무한대에 가까운 단계로 제어할 수 있는 변속기이다. 미리 정해진 몇 개의 단계로만 기어비를 제어할 수 있는 다른 변속기들과 대조적이어서, 통상적으로 무단 자동 변속기라고도 부른다. 연속 가변 변속기는 차량의 속도에 따라 가장 효율적인 RPM으로 엔진을 구동시키기 때문에 경제성이 우수한 것으로 평가받고 있다. 일본 굴지의 자동차 메이커인 혼다 기연공업을 비롯한, 닛산의 자회사인 자트코에서 많이 생산하고 있으므로, 자동변속기 한정면허로도 운전이 가능하다.

## 작동원리

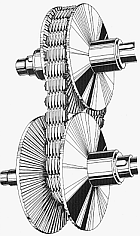
두 개의 풀리를 벨트로 걸쳐 놓은 벨트 구동 방식

여러 가지 다양한 방식의 CVT가 연구되어 왔지만, 현대에 많이 사용되고 있는 방식이 벨트 구동 방식과 마찰 방식(toroidal)이다. 그 중에서 반도르네가 개발한 벨트 구동 방식이 가장 많이 사용되고 있다.
벨트 구동 방식은 그림처럼 두 개의 풀리(pulley, 도르래) 사이에 벨트를 걸어 동력을 전달한다. 이때 동력을 전달하는 과정에서 풀리의 지름을 바꾸어 기어비를 조절한다. 예컨대, 저속에서는 엔진측 풀리의 지름을 바퀴측 지름보다 작게 만들어 바퀴측 풀리에 큰 힘이 전달될 수 있도록 하고, 고속에서는 각 풀리의 지름 크기를 반대로 만들어 고속의 회전이 가능토록 한다. 풀리는 양쪽 면 사이의 거리를 유압으로 조절하는 구조로 되어 있다. 양면을 좁히면 벨트가 풀리 바깥쪽에 걸리고, 양면을 넓히면 벨트가 풀리 안쪽에 걸려 풀리의 지름이 작아지는 효과를 얻을 수 있다. 따라서 엔진측 풀리와 바퀴측 풀리를 서로 반대로 제어하면 원하는 기어비를 얻을 수 있게 된다. 벨트 구동 방식에서 사용되는 벨트는 주로 금속 벨트를 사용하는데, 금속 벨트는 반도르네 트란스미시에서만 생산된다.
마찰 방식은 2개의 마찰판(disc)을 마주보게 하고, 그 사이에 동력을 전달하는 롤러(roller)로 구성되어 있다. 롤러의 회전축은 각도를 바꿀 수 있는데, 이 회전축의 각도에 따라 두 마찰판의 기어비가 결정된다.

## 역사
1490년 레오나르도 다 빈치가 무단 연속 가변 변속기의 개념을 고안한 이후 유럽에서 마찰식(toroidal) CVT에 관한 특허가 등록된 때가 1886년이다. 이 후 미국에서 1935년 관련 특허가 인정되면서, 지금의 벨트 구동식 CVT는 1930년대 등장하기 시작했다.
1950년대 후반, 네덜란드 자동차 회사인 반도르네 아우토모빌 파브리크(Van Doorne's Automobiel Fabriek, DAF)의 공동설립자인 휘브 반도르네(Huub van Doorne)는 소형차에 적합한 CVT인 바리오매틱(Variomatic)을 설계하여 생산했다. 반도르네의 CVT는 1958년에 생산된 DAF 600에 장착되었다. 그러나 반도르네의 특허는 반도르네 트란스미시(Van Doorne Transmissie B.V.)에 매각되었고, 승용차 사업 본부는 볼보에 매각되었다. 이때 볼보 340에 반도르네의 CVT가 채택되었다.
1987년 초, 스바루는 모회사인 후지 중공업이 개발한 전자제어식 CVT를 장착한 저스티를 발표했다. 1989년 저스티는 CVT 기술을 미국에 판매한 첫 번째 상용차가 되었다. 비록 저스티가 큰 성공을 거두지는 못했지만 스바루는 CVT를 꾸준히 개선하면서 경자동차에 탑재해 왔고, 지금은 다른 자동차 제조회사에도 CVT 기술을 공급하고 있다.
1987년 여름, 포드 피에스타와 피아트 우노는 첫 번째로 금속 벨트식 CVT를 장착한 유럽 자동차가 되었다. 이 CVT는 1976년부터 포드, 반도르네, 그리고 피아트가 개발해 왔던 것으로 포드 CTX라고 부르고 있다.
1992년에 닛산은 소형 해치백 마치에 후지 중공업의 전자제어식 CVT를 도입하여 개발한 N-CVT를 탑재했다. 1990년대 후반, 닛산은 더 높은 토크를 얻을 수 있는 마찰식 CVT를 설계했다. 엑스트로이드라 부르는 닛산의 마찰식 CVT는 글로리아와 스카이라인 GT-8에 장착되어 일본 시장에 출시되었다. 단 예외가 있다면 2004년 세드릭, 글로리아의 후속 후륜구동 세단인 푸가를 발표했을 때는 엑스트로이드가 장착되지 않았고, 푸가가 2세대로 바뀐 이후에도 자트코의 7단 자동변속기만 장착되고 있다. 이후 닛산은 전 라인업에 CVT를 적용하기 시작하였다. 토요타의 변속기 개발, 생산 부문에 아이신 워너가 있듯이 닛산의 변속기 개발, 생산 부문은 자트코(JATCO)라고 하는 변속기 전문 회사로 분사되었다. 현재 닛산의 전륜구동 승용차에는 CVT가 적용되고 있으며 660cc 경자동차용 엔진부터 V6 3.5리터의 대배기량 엔진까지 CVT를 적용하고 있다. 대한민국에 들어오는 닛산의 모델에는 스포츠카 모델인 370Z(7단 자동)와 GT-R(듀얼클러치 6단 자동)을 제외한 모든 모델에 CVT가 기본으로 장착된다. 자트코는 현재 모기업인 닛산 이외에도 미쓰비시, 크라이슬러, 르노, 르노삼성자동차, 스즈키, GM에 CVT를 납품하고 있으며, 무단변속기를 많이 생산하는 회사다.
반면, 혼다는 벨트 구동식 CVT를 오랫동안 연구한 후에 1995년 시빅에 CVT 기술을 채택했다. 멀티매틱이라 불리는 이 CVT는 기존의 벨트 구동식 CVT보다 더 높은 토크를 보여 준다. 멀티매틱은 현재 인도에서 생산하고 있는 시티 ZX에 장착되어 판매되고 있다.
토요타 자동차는 동력 분할 변속기(PST)를 채택한 토요타 프리우스를 1997년 발표한 이후, 모든 토요타 하이브리드 모델과 자사의 프리미엄급 브랜드인 렉서스의 하이브리드 모델들에 이 시스템을 사용하고 있다.
아우디는 2000년부터 A4의 V6 3.0리터 엔진과 같은 대형 엔진에 옵션으로서 금속체인 벨트식 CVT인 멀티트로닉을 채택해 왔다. 멀티트로닉은 콰트로가 아닌 전륜구동 모델에 적용되며, 특이하게 엔진을 세로로 배치하고도 멀티트로닉을 장착하여 전륜구동으로 만들었다. 콰트로 모델에는 멀티트로닉이 적용되지 않고, 일반적인 팁트로닉 자동변속기가 적용된다. 일반적인 자동변속기를 적용하면 아카디아처럼 변속기를 한 번 더 꺾어 주어야 하는 방식으로 달아야 하지만 아우디는 그런 방식을 쓰지 않고 엔진을 세로배치한 후 멀티트로닉으로 메워 왔으나, 결함이 많이 보고되어 멀티트로닉을 단종시켰다. BMW는 체인 벨트식 CVT를 2001년부터 중저형 미니에 채택해 왔다. 체인 벨트식은 기존의 금속 벨트식보다 큰 힘을 전달할 수 있어 중형차에 사용될 수 있지만, 소음이 큰 것이 단점으로 알려져 있다. 메르세데스-벤츠는 1세대 B 클래스에 수동 7단 모드를 겸한 CVT를 도입했다.
포드는 2005년부터 포드 프리스타일, 포드 파이브 헌드레드, 머큐리 몬테고에 CFT30이라 부르는 체인 벨트식 CVT를 도입했다. 이 변속기는 포드와 독일의 변속기, 쇽업쇼버 제작 회사인 ZF가 공동으로 개발하고, 오하이오주 바타비아의 바타비아 트랜스미션 LLC(포드의 자회사)가 2007년 3월 22일까지 생산했다. 이후 파이브 헌드레드가 토러스의 이름으로 환원 및 페이스리프트되면서 다시 6단 자동변속기가 달리고, CVT는 삭제되었다. 바타비아 공장은 또한 체인 벨트식 CFT23 CVT를 생산했는데, 이 부품은 포커스 C-MAX에 장착되었다. 포드는 또 유럽에서 CVT가 장착된 포드 에스코트와 포드 오리온을 1980년대와 1990년대에 판매하기도 했다.
2007년에 나온 닷지 캘리버에는 옵션으로 가변 풀리 시스템이 사용된 CVT가 장착되었다. 캘리버의 형제차 중 하나인 지프 컴패스에도 CVT가 달렸지만, 페이스리프트하면서 현대파워텍의 6단 자동변속기로 교체됐다. 2008년에는 미쓰비시 갤랑 포르티스의 자동변속기 모델에 CVT가 장착되었다. GTS 모델에는 표준 드라이브 모드가 있고, 이와 함께 스포트로닉스 수동 모드가 별도로 제공되어 미리 설정된 6단 기어비를 사용할 수 있었다.
대한민국에는 마티즈를 통해 CVT가 처음 선보였다. 마티즈의 1세대 후기형까지 장착되어 왔으나, 당시 마티즈에 장착된 엔진의 토크를 CVT가 버티지 못한다는 단점이 발견되어 2세대는 4단 자동변속기로 전면 교체되었다. 스파크 1세대 후기형 모델 중 S 트림에 CVT가 다시 장착되었고, 이후 타 트림에서도 4단 자동변속기가 CVT로 전면 대체됐다.
현대자동차와 기아자동차는 EF쏘나타와 옵티마/리갈에 CVT를 적용했으나, 내구성 문제가 발견되어 조기 단종됐다. 현대파워텍이 CVT를 자체개발한 후에는 2세대 기아 모닝 ISG/터보, 기아 레이 1.0리터 터보, 현대 엑센트 카파 1.4리터 모델에 현대파워텍의 CVT가 장착됐다. 이후 스마트스트림 브랜드를 선보이며 IVT라고 불리는 CVT를 2세대 K3, 6세대 아반떼 F/L(1.6 가솔린 자연흡기 모델 한정), 현대 베뉴 등지에 선보였다. 다만 모닝/레이의 CVT 사양은 자연흡기와 터보 모두 판매 부진으로 단종됐고, 이후 3세대 모닝에서 잠깐 나왔던 T-GDI 사양과 현대 캐스퍼 T-GDI는 카파 가솔린 직접분사 터보 엔진(G3LC)이 기존 카파 가솔린 MPI 터보 엔진(G3LB)보다 엔진 토크가 늘어나면서 CVT 대신 4단 자동변속기를 적용했다.
르노코리아자동차는 르노-닛산 얼라이언스의 영향으로, 닛산의 계열사인 자트코의 CVT를 많이 이용한다. 중형 세단인 SM6와 중형 SUV인 QM6에 자트코의 X트로닉 CVT가 장착되었고, XM3에도 CVT가 달린다. 한국지엠의 쉐보레 말리부 1.35리터 E-터보도 지난 2018년 하반기에 출시한 바 있다. 트레일블레이저에도 전륜구동형 한정으로 CVT가 달린다.

## 장단점

### 장점
- CVT는 효율을 극대화하면서 엔진의 회전력을 유지시켜 준다. 이 기능은 연비를 향상시켜 준다.
- CVT는 기어가 변속될 때 차량이 잠시 가속을 멈추었다가 다시 급격히 움직이는 변속충격 현상을 없애 주어 차량이 부드럽게 주행될 수 있도록 해준다.
- CVT 변속기는 비용이 적게 들 뿐만이 아니라, 고장률이 매우 낮다.
- CVT 변속기의 유동 부품이 다른 변속기에 비해 25% 낮다.
- 수리비용이 적게 소요된다.
- 자동변속기보다 변속기 오일 소모량이 적다.

### 단점
- 초창기의 CVT 차량들은 성능이 낮았다. 예를 들어, 포드 피에스타 1.1 CTX는 도심 주행시 수동변속기 차량보다 8.2% 더 연료를 소모했다.
- CVT는 주행이 매우 부드럽지만, 이러한 특성이 운전자들에게 이질감을 느끼게 한다. 대부분의 운전자들은 차량이 움직일 때 변속 충격을 기대하기 때문에, CVT의 경우 엔진 출력이 낮다는 인식을 주기 쉽다. 어떤 경우는 CVT 제어 소프트웨어를 통해 변속 충격을 그대로 재현해 주는 모델도 있다.
- CVT가 일정한 RPM을 유지시켜 주기 때문에, 운전자가 가속 페달을 밟을 때 차량은 가속되지만 엔진에서 기어 변속시 발생하는 소리 변화가 없게 된다. 이 현상은 몇몇 운전자들에게 혼란을 주어 엔진 출력이 약하다는 인식을 준다.
- 오르막길 브레이크 상태에서 출발한 직후에 RPM이 급속도로 올라가면서 급출발이 일어나는 경우가 있다. 심할 경우 과속방지턱에서도 RPM 급증이 나타난다.
- 마찰식의 경우, 사각사각하는 금속성 소리가 발생하는 경우가 있다.